# علیوی
علیوی یا بیت علیوی یا الهائی بیت علوی، روستایی در عبدالخان  از توابع بخش مرکزی شهرستان کرخه در استان خوزستان ایران است.
این روستا در ۱۷ کیلومتری جاده شوش - اهواز و ۵ کیلومتری راه آهن اندیمشک - اهواز قرار دارد.

## جمعیت
این روستا در دهستان آهودشت قرار دارد و براساس سرشماری مرکز آمار ایران در سال ۱۳۸۵، جمعیت آن ۳۳۴ نفر (۴۶خانوار) بوده‌است.